# Wuld
Wuld, spesso francesizzato in Ould, è la corruzione del termine arabo wālid, che significa "genitore", "padre".
Nelle aree islamizzate del continente africano, che si estendono a sud del Marocco, fino al golfo di Guinea, il termine acquista pertanto l'esatto significato di abū e, come tale, è quindi regolarmente impiegato nella locale onomastica.